# Sergej Vavilov

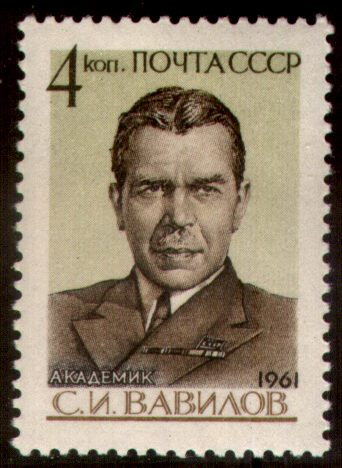
Afbeelding van Vavilov op een postzegel van de Sovjet-Unie uit 1961.

Sergej Ivanovitsj Vavilov (Russisch: Сергей Иванович Вавилов) (Moskou, 24 maart [O.S. 12 maart] 1891 – aldaar, 25 januari 1951) was een Russisch natuurkundige en medeontdekker van het Tsjerenkov-effect. Van juli 1945 tot aan zijn overlijden was hij voorzitter van de Russische Academie van Wetenschappen.

## Biografie
Vavilov werd geboren als zoon van een welvarende textielhandelaar en afgevaardigde van de Moskouse stadsraad. De beroemde Russische plantkundige Nikolaj Vavilov was zijn broer. Beide broers genoten een goede opleiding. Sergej bezocht aanvankelijk de Moskouse koopmansschool aan de Ostozhenka, maar koos later voor een wetenschappelijke opleiding aan de Lomonosov-universiteit waar hij vanaf 1910 werkte in het laboratorium van Pjotr Lebedev. In 1914 sloot hij zijn studie af.
Gedurende de Eerste Wereldoorlog diende hij bij diverse technische regimenten in het Russische leger, maar aan het einde van de oorlog werd hij in 1917 door de Duitsers gevangengenomen. Met de hulp van een Duitse officier wist hij te ontsnappen en terug te keren naar Moskou.
Van 1918 tot 1932 onderwees Vavilov natuurkunde aan de Lomonosov-universiteit. Gelijktijdig bekleedde hij de positie van voorzitter van de afdeling natuurkundige optica van het Instituut van Fysica en Biofysica van het ministerie van gezondheid. In 1929 werd hij benoemd tot hoogleraar. Vanaf 1932 leidde hij het pas opgerichte Lebedev Instituut voor Fysica van de Russische Academie van Wetenschappen.
Samen met zijn promovendus Pavel Tsjerenkov ontdekte hij in 1934 de Tsjerenkov-straling, de vreemde blauwe gloed die radioactieve materialen uitzenden onder water. Een magnetisch veld deed de straling afbuigen waarmee Vavilovs vermoeden werd bevestigd dat de straling te maken had met geladen deeltjes. De theoretische verklaring kwam in 1937 van de Russische natuurkundigen Ilja Frank en Igor Tamm. Alle vier de wetenschappers werden voor deze ontdekking in 1946 onderscheiden met de Stalinprijs en de drie nog levende natuurkundigen (Vavilov was reeds overleden) de Nobelprijs voor de Natuurkunde in 1958.
Tijdens de Tweede Wereldoorlog was Vavilov commissaris van een Staatscomité van landverdediging – hij leidde onder andere de ontwikkeling van wapentechnologie. In 1945 werd hij benoemd tot voorzitter van de Academie van Wetenschappen, een positie die hij tot aan zijn overlijden in 1951 behield.

## Erkenning
Vavilov verkreeg in de loop van zijn leven vele onderscheidingen, waaronder twee Leninordes, een Orde van de Rode Vlag van de Arbeid en drie Stalinprijzen (1943, 1946 en postuum in 1951). Hij was medeoprichter en eerste voorzitter van het wetenschappelijke gezelschap Znanije en hoofdredacteur van de Grote Sovjetencyclopedie. Vavilov is de auteur van een biografie over Isaac Newton, alsmede Michail Lomonosov, Galileo Galilei, Lebedev, Lucretius en Michael Faraday.